# Tadeusz Pisarkiewicz
Tadeusz Pisarkiewicz (ur. 6 lutego 1947) – polski profesor nauk technicznych (elektronika). 
Ukończył studia na Wyższej Szkole Pedagogicznej w Opolu w 1969 roku; doktor 1977 (AGH), dr hab. 1997 (ITE Warszawa). Profesor w Katedrze Elektroniki na Wydziale Elektrotechniki, Automatyki, Informatyki i Elektroniki od 2000 roku, a potem na Wydziale Informatyki, Elektroniki i Telekomunikacji. Prodziekan Wydziału od 2005 roku. Dziekan Wydziału Informatyki, Elektroniki i Telekomunikacji w latach 2012–2016. Członek Polskiego Towarzystwa Sensorowego. Autor ponad 110 publikacji (w tym 58 w Web of Science), w tym książek. Autor 7 patentów. Promotor prac doktorskich.